# Leucania pilipalpis
Leucania pilipalpis là một loài bướm đêm trong họ Noctuidae.